# Висока школа електротехнике и рачунарства струковних студија Београд
Висока школа електротехнике и рачунарства струковних студија је државна школа програмски оријентисана ка изучавању области које представљају најсавременије техничке дисциплине. Захваљујући атрактивности програма и интензивном раду запослених постигнуто је да се ова институција високо позиционира у области високог школства.

## Студирање
Студијски програми Високе школе електротехнике и рачунарства израђени су у складу са основним задацима и циљевима школе и служе њиховом испуњењу.

### Основне студије
Основне студије се реализују на седам основних струковних студијских програма који се изводе на девет смерова.
- Аудио и видео технологије
- Аутоматика и системи управљања возилима
- Електроника и телекомуникације
- Информациони системи
- Нове енергетске технологије
- Нове рачунарске технологије
- Рачунарска техника

### Специјалистичке студије
Висока школа електротехнике и рачунарства струковних студија у Београду уписује студенте на шест студијских програма специјалистичких студија.
- Електроника и телекомуникације
- Мехатроника
- Мултимедијалне технологије и дигитална телевизија
- Нове енергетске технологије
- Нове рачунарске технологије
- Сигурност информационо комуникационих система

На специјалистичке студије се могу уписати кандидати који су претходно завршили основне струковне студије, основне академске и мастер студије.

### Мастер студије
Мастер студије се реализују на три студијска програма мастер студија.
- Електротехничко инжењерство
- Мултимедијално инжењерство
- Рачунарско инжењерство

## Историјат
Виша електротехничка школа у Београду основана је 1974. године. Оснивач школе је Република Србија. Припреме за трансформацију и акредитацију Више електротехничке школе у статус високе школе почињу од 2001. године. Већ од 2002. године у Вишој електротехничкој школи ради се по наставним плановима и програмима трогодишњих студија конципираних по принципима и стандардима који су касније утврђени Законом о високом образовању. Темељне припреме за акредитацију биле су подстицај да се оствари значајан развој на програмском, организационом, кадровском и инвестиционом плану. Програмским развојем остварено је потпуно осавремењавање наставних планова и програма као и потпуно усаглашавање са прописаним стандардима и одговарајућим програмима најеминентнијих светских образовних установа. Реализација наставног плана и програма оптимизована је методички и структурално. Сви предмети су једносеместрални и квантитативно уједначени. Развијен је систем изборности предмета који у потпуности задовољава захтеве студената и подстиче максимално рад наставника. Сви предмети су изборни, изузев на првој години по два фундаментална по студијском програму. Таква изборност, са једне стране, даје студенту осећај потпуне слободе и одговорности. Наставници и сарадници имају обезбеђене изванредне радне услове. Стално запослени имају обавезу целодневног рада у школи.
Студентима је пружена могућност да кроз међународну размену студената проведу одређени период студија у иностранству као и да у иностранству упишу постдипломске студије у више европских земаља, Аустралији и Канади. Инвестициони развој подстицан је настојањем да се оствари највиши квалитет образовног процеса и школа постане привлачна за студенте. Највећи део прихода од школарине годинама је инвестиран у реконструкције, одржавање и опремање радних просторија. Висока школа електротехнике и рачунарства постала је евидентно најопремљенија образовна установа у Србији.
Школа је добила акредитацију за седам студијских програма (одлука о акредитацији број 612-00-1139/2006-04 од 30. априла 2007. године) и од септембра 2007. године послује под називом Висока школа електротехнике и рачунарства струковних студија.

## Локација и зграда
Висока школа електротехнике и рачунарства струковних студија у Београду налази се у Улици војводе Степе 283 на Вождовцу.
Са главне аутобуске станице до Школе се стиже возилима градског превоза број 9, а са Славије 10, 14 и 33.

## Школски простор и опрема
Висока школа за електротехнику и рачунарство поседује одговарајући простор и опрему за извођење образовног процеса на најквалитетнији начин:
- преко 4.000 m² наменског простора;
- одговарајућа електрична инсталација са електричном мрежом од око 1500 прикључака;
- рачунарска мрежа преко 500 прикључака везаних на Интернет;
- учионички простор са преко 1120 седишта;
- 24 различите лабораторије са савременом опремом;
- савремени радијско тонски студио;
- телевизијски студио;
- режијски студио;
- студио за продукцију и пост продукцију;
- студио за анимацију;
- 15 кабинета за наставнике;
- канцеларија директора Школе;
- канцеларија секретара Школе;
- рачуноводство,
- студентска служба;
- скриптарница;
- библиотека;
- читаоница.

## Истраживачки стручни рад
Истраживачки рад у Високој школи електротехнике и рачунарства струковних студија одвија се са циљем унапређења образовног процеса и стицања научних звања. У циљу унапређења образовног процеса финансирају се интерни пројекти за израду уређаја за опремање лабораторија и пројекти за израду мултимедијалних практикума и уџбеника. У ове пројекте су, поред наставника и сарадника, укључени и дипломци као и бољи студенти. Тимским радом је развијено и реализовано више уређаја за опремање лабораторија за електронику и електрометрологију.

## Тренинг центри и лабораторије
ECDL тест центар
Од априла 2008. године Висока школа електротехнике и рачунарства струковних студија постала је овлашћени тест центар за добијање ECDL
(European Computer Driving Licence) сертификата. Носилац овог сертификата у потпуности је компетентан за коришћење персоналног рачунара и основних програмских апликација. Сви заинтересовани кандидати (студенти, запослени, као и сви други заинтересовани) могу пријавити и полагати тестове за добијање ECDL сертификата у тест центру.
Рачунарски центар
Рачунарски центар Школе је задужен за обезбеђивање рачунарских ресурса студентима и запосленим у Школи. Као такав је од свог настанка водећа установа у земљи у увођењу нових технологија.
Центар за развој и истраживање
У активности Центра за истраживање и развој (ЦЕР) су укључени наставници, стручни сарадници, наставници практичне наставе и студенти. Центар првенствено има за циљ унапређење наставног процеса, кроз развој и реализацију лабораторијских инструмената и помоћне опреме, пружање стручне подршке студентима и дипломцима при реализацији практичних пројеката, односно завршних радова из области електронике.
CISCO центар
Cisco центар Школе је овлашћена локална CISCO академија за рачунарске мреже. За потребе одржавања наставе у оквиру програма “CISCO Networking Academy” опремљена је посебна лабораторија.
Рачунарске лабораторије
За потребе наставе Високе школе електротехнике и рачунарства струковних студија на располагању је седам општенаменских лабораторија, са по 20 рачунара, у којима се одржавају вежбе из предмета Основи електротехнике 1, Основи електротехнике 2, Математика 1, Математика 2, Програмирање 1, Телекомуникације, Дигитална обрада сигнала, Микрорачунари и Микроконтролери.
Специјализоване лабораторије
Специјализоване лабораторије су укључене у наставу студијских програма Високе школе електротехнике и рачунарства струковних студија.